# Odile Duboc
Odile Duboc (Versalles, 23 de julio de 1941-París, 23 de abril de 2010) fue una bailarina, coreógrafa y profesora francesa de danza contemporánea.

## Biografía
Bailarina clásica y luego profesora autodidacta en Aix-en-Provence, Odile Duboc impartió clases en su escuela Les Ateliers de la danse en los años 1970. En 1983 creó la asociación «Contre jour» en París con su compañera y diseñadora de iluminación, Françoise Michel. En 1990 —y hasta finales de 2008— dirigió el Centre chorégraphique national de Franche-Comté en Belfort, donde le sucedió Joanne Leighton. En 1993, creó el espectáculo Projet de la matière, que se convertiría en un hito en la historia de la nueva danza francesa. A partir de entonces, fue reconocida como una importante coreógrafa y dirigió numerosos espectáculos y óperas para diversas instituciones, especialmente para el Centre national de danse contemporaine de Angers.
Falleció el 23 de abril de 2010 a consecuencia de un cáncer.

## Principales coreografías
- 1980 : Un ballet pour demain
- 1981 : Langages clandestins
- 1981 : Vols d'oiseaux para el Festival de Danza de Aix-en-Provence
- 1989 : Insurrection
- 1992 : Retours de scène para el Ballet de la Ópera de París
- 1993 : Projet de la matière
- 1996 : Trois boléros
- 1998 : Comédie
- 1998 : Rhapsody in Blue para el Ballet de la Ópera de París
- 1999 : Thaïs con libreto de Jules Massenet con el que recibió el Premio SACD de la danza.
- 2001 : Le pupille veut être tuteur
- 2001 : Cadmus et Hermione para la Académie baroque européenne de Ambronay
- 2001 : J'ai mis du sable exprès, vite fait, comme ça dans mes chaussures
- 2003 : Pour tout vous dire
- 2003 : Fairy Queen
- 2003 : Trio 03
- 2005 : Rien ne laisse présager de l'état de l'eau
- 2005 : Échappée para Ahmed Khemis
- 2006 : Vénus et Adonis para la Ópera de Nancy
- 2006 : O.D.I.L
- 2006 : La Pierre et les Songes
- 2006 : Le Projet de la matière como parte del Festival de Verano de París
- 2007 : Éclats de matière, parte del Projet de matière en el Centro Nacional de Danza.
- 2007 : À cet endroit para el Ballet de la Ópera de Lyon
- 2008 : Un jour para Marion Ballester